# Rolf Terje Klungland
Rolf Terje Klungland, född 6 juli 1963 i Flekkefjord, är en norsk politiker i arbeiderpartiet. Han blev invald på Stortinget i Vest-Agder under fyra mandatperioder mellan 1993 och 2009.